# План игры (фильм)
«План игры» (англ. The Game Plan) — фильм 2007 года режиссёра Энди Фикмена. Это предпоследний фильм, в котором Джонсон использует прозвище «Скала».

## Сюжет
Джо Кингман — профессиональный игрок в американский футбол. Одним прекрасным утром он узнаёт о существовании своей восьмилетней дочери. Появившаяся откуда ни возьмись дочурка помогает спортсмену переквалифицироваться из отвязного холостяка в образцово-показательного папашу.

## В ролях
| Актёр            | Роль                |
| ---------------- | ------------------- |
| Дуэйн Джонсон    | Джозеф Кингман      |
| Мэдисон Петтис   | Пейтон Келли        |
| Кира Седжвик     | Стелла Пек          |
| Розалин Санчес   | Моник Васкес        |
| Моррис Честнат   | Трэвис Сандерс      |
| Пейдж Турко      | Карен Келли         |
| Брайан Дж. Уайт  | Джамаль Уэббер      |
| Гордон Клэпп     | тренер Марк Мэддокс |
| Кейт Наута       | Татьяна             |
| Кристин Лэйкин   | Николь              |
| Элизабет Чэмберс | Кэтрин              |

## Награды и номинации
Номинации
- 2008 — «ESPY Awards» — «Лучший спортивный фильм»
- 2008 — «Kids’ Choice Awards» — «Лучший актёр кино» (Дуэйн Джонсон)
- 2008 — «Молодой актёр» — «Best Performance in a Feature Film — Young Actress Age Ten or Younger» (Мэдисон Петтис)